# سیارک ۱۱۵۷۹
سیارک ۱۱۵۷۹ (به انگلیسی: 11579 Tsujitsuka، نامگذاری:1994JN) یازده هزار و پانصد و هفتاد و نهمین سیارک کشف شده‌است که در ۶ مه ۱۹۹۴ کشف شد.